# 馬龍尼禮天主教耶路撒冷暨巴勒斯坦宗主教代牧區
馬龍尼禮天主教耶路撒冷暨巴勒斯坦宗主教代牧區是一個服務巴勒斯坦及以色列馬龍尼禮東儀天主教教友的宗主教代牧區。
代牧區成立於1996年10月5日，2010年有三個堂區、一名執事、504名教友。現任宗主教代牧為穆薩‧哈吉。